# Garelli Lido
Der Garelli Lido ist ein in Argentinien produzierter Motorroller, der auf dem italienischen Capri-Roller basiert. Hergestellt wurde er unter Lizenz von Garelli und richtete sich an den südamerikanischen Markt. Der Lido entsprach weitestgehend dem Capri 70, wies jedoch spezifische Anpassungen auf, darunter eine geschobene Kurzschwinge an der Vorderradgabel anstelle der gezogenen Variante des italienischen Originals. Es gab ihn in zwei Farbvarianten (Weiß mit roten bzw. blauen Seitenabdeckungen).
Der Lido Roller hatte einen gebläsegekühlten Einzylinder-Zweitaktmotor mit 70 cm³ Hubraum und einer Bohrung von 45 mm; der Hub betrug 44 mm. Die Gemischaufbereitung erfolgte durch ein Dell’Orto Rundschiebervergaser Typ ME16.

## Technische Daten
| Merkmal               | Daten                         |
| --------------------- | ----------------------------- |
| Motortyp              | Einzylinder-Zweitaktmotor     |
| Hubraum               | 70 cm³                        |
| Leistung              | 3,9 PS (2,9 kW) bei 6500/min  |
| Getriebe              | 3-Gang-Handschaltung          |
| Antrieb               | Kettenantrieb                 |
| Bremsen               | Trommelbremse vorn und hinten |
| Höchstgeschwindigkeit | 65 km/h                       |
| Leergewicht           | 70 kg                         |